# Потертість
Потертість — ушкодження зовнішнього шару шкіри внаслідок механічного подразнення. У людини виникнення потертості звичайно спричинюють незручні взуття та одяг, а також пітливість, плоскостопість. Ознаки потертості: почервоніння й місцева болючість ушкодженої ділянки (запалення); згодом виникає пухир з прозорим або кров'янистим вмістом; можливе утворення виразки. Іноді потертість ускладнюється фурункулом, абсцесом, лімфаденітом тощо. Лікування — усунення подразнюючих факторів, використання місцевих ліків, знезаражуючої та протизапальної дії.